# Pseudoathyreus damara
Pseudoathyreus damara is een keversoort uit de familie cognackevers (Bolboceratidae). De wetenschappelijke naam van de soort werd in 1907 gepubliceerd door Hermann Julius Kolbe.